# Dynów
Dynów (prononcé en polonais : [ˈdɨnuf]) (en ukrainien : Динів, Dyniv) est une ville de la voïvodie des Basses-Carpates, dans le sud-est de la Pologne. Elle fait partie du powiat de Rzeszów. Sa population s'élevait à 6 195 habitants en 2012.

## Géographie
Dynów est arrosée par le San, un affluent de la Vistule.

## Histoire
La communauté juive était historiquement importante dans la ville, représentant 47 % de la population totale au début du XXe siècle.
Lors de l'invasion de la Pologne par l'armée allemande en 1939, les nazis assassinent 200 Juifs de la ville. 150 sont massacrés (pl) lors d'une exécution de masse et 50 brûlés vivants dans l'incendie de leur synagogue le soir de Rosh Hashanna, le nouvel an Juif.